# 维勒洛尔
维勒洛尔（法語：Villelaure，法語發音：[vil(ə)loʁ]）是法国普罗旺斯-阿尔卑斯-蓝色海岸大区沃克吕兹省的一个市镇，属于阿普特区。

## 地理
维勒洛尔（43°42'38"N, 5°26'2"E）面积18.25 平方千米，位于法国普罗旺斯-阿尔卑斯-蓝色海岸大区沃克吕兹省，该省份为法国东南部内陆省份，北起德龙省，西北接阿尔代什省，西接加尔省，南至罗讷河口省，东南角与瓦尔省接壤，东临上普罗旺斯阿尔卑斯省。
与维勒洛尔接壤的市镇（或旧市镇、城区）包括：勒皮圣雷帕拉德、圣埃斯泰夫让松、昂苏伊、卡德内、佩尔蒂。

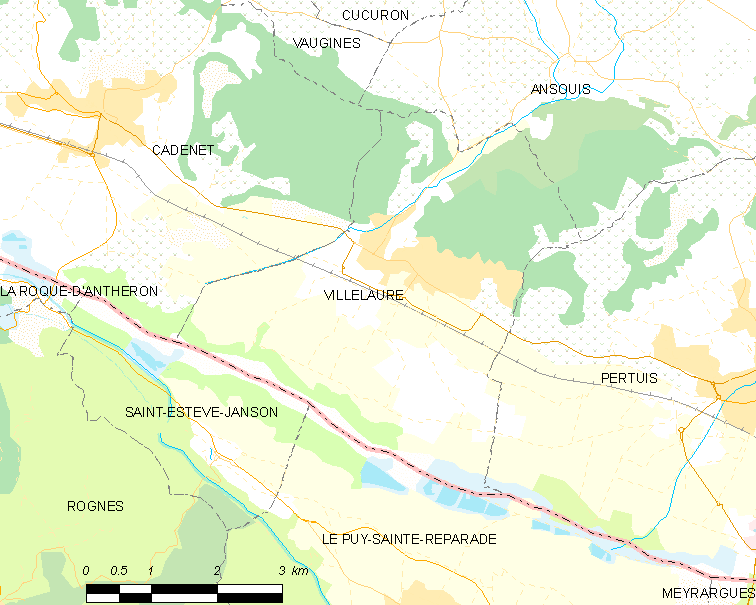
维勒洛尔的OSM定位图

维勒洛尔的时区为UTC+01:00、UTC+02:00（夏令时）。

## 行政
维勒洛尔的邮政编码为84530，INSEE市镇编码为84147。

## 政治
维勒洛尔所属的省级选区为佩尔蒂县。

## 人口

1962-2008年间维勒洛尔人口变化图示

维勒洛尔于2022年1月1日时的人口数量为3395人。